# BernsteinTicket
Das BernsteinTicket ist ein Fahrschein, der zur Nutzung der Busse und Bahnen der beteiligten Nahverkehrsunternehmen in Teilen des Landkreises Vorpommern-Rügen berechtigt.
Der Tagesfahrschein ist jeweils gültig am Lösungstag bis zum nächsten Tag um 3:00 Uhr.

## Beteiligte Unternehmen
Das Ticket wird von folgenden Verkehrsbetrieben angeboten:
- Verkehrsgesellschaft Vorpommern-Rügen mbH (VVR)
- Pressnitztalbahn
- ODEG, Ostdeutsche Eisenbahn GmbH

Ehemalige Verkehrsbetriebe waren:
- Ostseeland Verkehr (OLA)
- Rügener Personennahverkehrs GmbH (RPNV) (Jetzt VVR)
- Nahverkehr Stralsund (SWS Nahverkehr GmbH) (Jetzt VVR)
- Verkehrsgemeinschaft Nordvorpommern (VGN) (Jetzt VVR)
- Usedomer Bäderbahn GmbH (UBB)
- DB Regio AG (Deutsche Bahn), Regio Nordost

## Versionen

### BernsteinTicket Rügen
Das BernsteinTicket Rügen ist gültig auf der Insel Rügen (außer Insel Hiddensee) und in der Hansestadt Stralsund auf
- den Bahnstrecken
  - Stralsund–Stralsund-Grünhufe,
  - Stralsund–Bergen–Binz / Sassnitz
  - Bergen–Putbus–Lauterbach (Mole) sowie
- den Buslinien
  - der Verkehrsgesellschaft Vorpommern-Rügen mbH (VVR)

Das BernsteinTicket Rügen gilt nicht für die Kleinbahn Rasender Roland.